# Europäisches Olympisches Winter-Jugendfestival 2019/Skilanglauf
Beim Europäischen Olympischen Winter-Jugendfestival 2019 wurden sieben Wettbewerbe im Skilanglauf im Veliko polje in Igman ausgetragen.

## Bilanz

### Medaillenspiegel
| Platz  | Land        | Gold | Silber | Bronze | Gesamt |
| ------ | ----------- | ---- | ------ | ------ | ------ |
| 1      | Norwegen    | 3    | 1      | 1      | 5      |
| 2      | Schweiz     | 2    | 1      | 2      | 5      |
| 3      | Frankreich  | 1    | 1      | 1      | 3      |
| 4      | Polen       | 1    | –      | 1      | 2      |
| 5      | Russland    | –    | 4      | 1      | 5      |
| 6      | Deutschland | –    | –      | 1      | 1      |
| Gesamt | Gesamt      | 7    | 7      | 7      | 21     |

### Medaillengewinner
Jungen
| Disziplin       | Gold                  | Silber         | Bronze          |
| --------------- | --------------------- | -------------- | --------------- |
| 7,5 km Freistil | Martin Kirkeberg Mørk | Edvard Sandvik | Cla-Ursin Nufer |
| 10 km klassisch | Florian Perez         | Julien Arnaud  | Gaspard Rousset |
| Sprint          | Andreas Bergsland     | Artem Maximov  | Sergey Vokov    |

Mädchen
| Disziplin        | Gold           | Silber         | Bronze              |
| ---------------- | -------------- | -------------- | ------------------- |
| 5 km Freistil    | Anja Weber     | Alena Baranova | Helen Hoffmann      |
| 7,5 km klassisch | Anja Weber     | Nadja Kälin    | Monika Skinder      |
| Sprint           | Monika Skinder | Alena Baranova | Sigrid Leseth Føyen |

Mixed
| Disziplin        | Gold                                                                               | Silber                                                             | Bronze                                                      |
| ---------------- | ---------------------------------------------------------------------------------- | ------------------------------------------------------------------ | ----------------------------------------------------------- |
| 4 × 5 km Staffel | NorwegenLars Agnar Hjelmeset Margrethe Bergane Martin Kirkeberg Mørk Ebba Andresen | RusslandEgor Lonchakov Alena Baranova Sergey Vokov Ekaterina Meged | SchweizNicola Wigger Nadja Kälin Cla-Ursin Nufer Anja Weber |